# 魏云 (豫剧)
魏云（1936年-2007年12月5日），女，河南郑州人，豫剧旦角。郑州本地八十岁以上老人有流传魏家为魏忠贤后代，郑州城隍庙旁原有魏家祖祠。(消息暂无考证)

## 生平
1951年进入郑州市文工团，1952年转入河南省歌剧团。从1950年代初开始陆续主演了《新条件》、《罗汉钱》、《小二黑结婚》、《志愿军的未婚妻》、《耕云记》、《红珊瑚》、《人欢马叫》、《朝阳沟》等剧目。“文革”后又排演了《骄杨》、《甜蜜的事业》、《爱情的审判》、《朝阳沟内传》等戏曲。1993年退休。
魏云在《朝阳沟》中扮演的下乡知识青年银环一角，其美丽、善良、勤劳的形象深入人心。

## 头衔
曾任以下职务：
- 河南省第四、五、六届政协委员
- 河南省剧协副主席
- 河南省剧协顾问
- 中国戏剧家协会会员